# البدء من جديد (فلم)
البدء من جديد (بالإنجليزية: Begin the Beguine) هو فيلم دراما تم إنتاجه في إسبانيا وصدر في سنة 1982. الفيلم من إخراج خوسيه لويس غارثي وكتابة خوسيه لويس غارثي.

## ترشيحات وجوائز
| السنة | الحدث  | الفئة           | النتيجة  |
| ----- | ------ | --------------- | -------- |
|       | أوسكار | أفضل فيلم أجنبي | فـــــوز |

## وصلات خارجية
- مقالات تستعمل روابط فنية بلا صلة مع ويكي بيانات

1. ↑  "The 55th Academy Awards (1983) Nominees and Winners". oscars.org. مؤرشف من الأصل في 2018-07-02. اطلع عليه بتاريخ 2013-10-13.